# ヴァイオリン協奏曲第4番 (パガニーニ)
ヴァイオリン協奏曲第4番 ニ短調 MS 60 は、ニコロ・パガニーニが作曲したヴァイオリン協奏曲。

## 概要
作曲年代は不明だが、1830年2月に、パガニーニがジェノヴァの友人に宛てて書いた手紙の中に「いま完成した」と記されており、初演はおそらく1831年3月20日にパリ・オペラ座で行われたと考えられている。
パガニーニの死後、楽譜は息子アキリーノのもとに保管されたが、やがて処分されてしまった。1936年にも同じことが繰り返されたが、その時、パルマのくず屋が買い取った紙束の中から、アキリーノの署名がある本作のオーケストラ譜が発見され、そのオーケストラ譜を買い取ったイタリアの蒐集家ナターレ・ガリーニがその後、北イタリアのコントラバス奏者ジョヴァンニ・ボッテジーニ（1821年-1889年）の遺品の中にヴァイオリンの独奏パート譜を発見した。
その後、1954年11月7日に、アルテュール・グリュミオーの独奏ヴァイオリン、ラムルー管弦楽団、フランコ・ガリーニ指揮（ナターレの息子）によって、パガニーニの死後初めて演奏された。

## 曲の構成
全3楽章の構成で、演奏時間は約30分程度。
- 第1楽章 アレグロ・マエストーソ
ニ短調、4分の4拍子。
- 第2楽章 アダージョ・フレービレ・コン・センチメント
嬰ヘ短調、8分の6拍子。
- 第3楽章 ロンド・ガランテ：アンダンティーノ・ガイオ
ニ短調、8分の6拍子。